# Часкель, Педро
Педро Часкель (исп. Pedro Chaskel, собственно Петер Хаскель Бенко нем. Peter Chaskel Benko; 2 августа 1932, Берлин — 20 февраля 2024) — чилийский кинорежиссёр-документалист.

## Биография
Родился в Германии в еврейской семье, которая после прихода к власти фашистов перебралась в Чили. В 1951—1954 годах учился на архитектурном факультете Чилийского университета. Принял деятельное участие в создании первого университетского киноклуба. Параллельно учёбе в университете окончил курс документалистики в Католическом университете. В 1957 году был ассистентом режиссёра Н. Крамаренко на фильме «Три взгляда на улицу». После государственного переворота в Чили был выслан из страны и работал на Кубе. Был монтажёром фильма «Битва за Чили» Патрисио Гусмана. В 1965 году становится генеральным секретарём Союза Латиноамериканской синематеки (УКАЛ), а в 1974 году — директором Чилийской синематеки Сопротивления.

## Фильмография

### Режиссёр
- 1964 — Здесь они жили
- 1965 — Жили-были / Érase una vez
- 1968 — Арест
- 1969 — Свидетельство
- 1970 — Мы победим
- 1971 — Не время плакать / Venceremos
- 1979 — Глаза, как у моего папы
- 1980 — Что это?
- 1981 — Фотография, которая обошла мир / Una foto recorre el mundo[3]
- 1982 — Строитель каждый день, товарищ[3]
- 1996 — Шармащики / Organilleros
- 1997 — Воздушные змеи и воздушные змеи / Volantines y volantineros
- 1999 — / La minga que movió la vieja iglesia de Tey
- 1999 — Поселенец на Огненной Земле / Colono en tierra de fuego

## Награды
- 1970 — премия Кинофестиваля в Лейпциге («Мы победим»)
- 1970 — премия ФИПРЕССИ на Кинофестивале в Лейпциге («Мы победим»)
- 1971 — премия Кинофестиваля в Лейпциге («Не время плакать»)
- 2005 — Орден Пабло Неруды за заслуги в области искусства и культуры[исп.]